# Ainattijärvi
Ainattijärvi är en sjö i Kiruna kommun i Lappland och ingår i Torneälvens huvudavrinningsområde. Sjön har en area på 0,0752 kvadratkilometer och ligger 408,2 meter över havet. Sjön avvattnas av vattendraget Jäkäläjoki.

## Delavrinningsområde
Ainattijärvi ingår i det delavrinningsområde (759766-175171) som SMHI kallar för Mynnar i Ainattijoki. Medelhöjden är 478 meter över havet och ytan är 23,68 kvadratkilometer. Det finns inga avrinningsområden uppströms utan avrinningsområdet är högsta punkten. Jäkäläjoki som avvattnar avrinningsområdet har biflödesordning 4, vilket innebär att vattnet flödar genom totalt 4 vattendrag innan det når havet efter 458 kilometer. Avrinningsområdet består mestadels av skog (46 procent), sankmarker (37 procent) och kalfjäll (15 procent). Avrinningsområdet har 0,18 kvadratkilometer vattenytor vilket ger det en sjöprocent på 0,8 procent.